# Słaboszów (przystanek kolejowy)
Słaboszów – nieczynny przystanek osobowy kolei wąskotorowej (Świętokrzyska Kolej Dojazdowa) w Słaboszowie, w województwie małopolskim, w Polsce.